# Eumenes solidus
Eumenes solidus är en stekelart som beskrevs av Gusenleitner 1972. Eumenes solidus ingår i släktet krukmakargetingar, och familjen Eumenidae. Inga underarter finns listade i Catalogue of Life.